# Bistandsloven
Bistandsloven var en dansk lov, der trådte i kraft 1. april 1976. Den blev i 1998 erstattet af bl.a. Lov om social service. 
Bistandsloven var en del af 1970'ernes socialreform og fik stor betydning, da den samlede en række love om offentlig forsorg, børne- og ungdomsforsorg, mødrehjælp, revalidering, omsorg for pensionister, husmoderafløsning og hjemmehjælp. Samlingen skabte et enstreget socialsystem, hvor borgere kun skulle henvende sig et sted, nemlig hos kommunen. Loven gjorde samtidig, at hjælpen blev udmålt efter samme regler, uanset om årsagen var sygdom, arbejdsløshed, skilsmisse eller noget helt fjerde. 
Med det enstrengede system var det hensigten at kunne yde en mere helhedsorienteret hjælp, baseret på et skøn. Tidligere var støtten baseret på et retsprincip, hvilket gav kommunerne et incitament til at yde den billigst mulige hjælp, nemlig kontanthjælp. Skønsprincippet betød dog, at der atter blev forskel på hvilken hjælp, borgerne fik, alt efter hvilken kommune de tilhørte.
Loven indeholdt tre former for ydelser: Rådgivning, kontanthjælp og serviceydelser. 
Med de nye love i slutningen af 1990'erne blev der indført et princip om, at alle skal yde noget, hvis de skal modtage offentlig hjælp, bl.a. gennem aktivering.